# Arctia hexacha
Arctia hexacha là một loài bướm đêm thuộc phân họ Arctiinae, họ Erebidae.